# Xã Hereim, Quận Roseau, Minnesota
Xã Hereim (tiếng Anh: Hereim Township) là một xã thuộc quận Roseau, tiểu bang Minnesota, Hoa Kỳ. Năm 2010, dân số của xã này là 228 người.